# Juan Manuel Llop
Juan Manuel Llop (* 1. Juni 1963 in Arroyo Dulce) ist ein ehemaliger argentinischer Fußballspieler und aktueller -trainer.

## Laufbahn

### Spielerlaufbahn
Llop spielte vor seiner Trainerkarriere bis 1994 als Vorstopper bei dem Club Newell’s Old Boys. In dieser Zeit war er aufgrund seiner bodenständigen und zuverlässigen Art bei Spielern und Fans wertgeschätzt.

### Trainertätigkeit
Von der Apertura 2001 bis zur Apertura 2002 war „El Chocho“, wie Llop genannt wird, Trainer bei den Newell’s Old Boys. Im Jahr darauf wechselte er zu Tacuary nach Paraguay, im Anschluss wechselte er zu Libertad, wo er von 2004 bis 2005 arbeitete. Aus familiären Gründen entschied er sich dann, nach Argentinien zu CD Godoy Cruz zurückzukehren. Dort arbeitete er mit großem Erfolg von 2005 bis 2007. Es gelang ihm der Aufstieg mit Godoy Cruz, obwohl der Verein finanziell nur über eingeschränkte Mittel verfügte. In der ersten argentinischen Liga hielt sich der Verein gut, letzten Endes konnte Llop den Abstieg aber nicht verhindern. Nach dem besiegelten Abstieg wurde Llop von mehreren Vereinen umworben. Er entschied sich für CA Banfield, da ihm dort mehr Möglichkeiten zugesagt wurden.
Ab Juni 2009 war Llop Trainer beim ecuadorianischen Traditionsverein Barcelona SC, 2011 bei Santiago Wanderers in Chile, 2011/2012 bei Atlético Tucumán und seit dem 19. September 2012 bei Club Atlético Huracán.